# Piracicaba
Piracicaba város Brazíliában, São Paulo államban. Lakosainak száma 423 323 fő (2022). Piracicaba São Pedro, Saltinho, Tietê, Laranjal Paulista, Anhembi, Charqueada, Conchas, Ipeúna, Iracemápolis, Limeira, Rio Claro, Rio das Pedras, Santa Bárbara d'Oeste és Santa Maria da Serra községekkel határos.

## Népesség
A település népességének változása:
| Lakosok száma | 329 158 | 364 571 | 391 449 | 407 252 | 410 275 | 423 323 |
|               | 2000    | 2010    | 2015    | 2020    | 2021    | 2022    |